# Teotepec
Teotepec (3550 m n.p.m.) – najwyższy szczyt w Sierra Madre Południowych, w południowo-zachodnim Meksyku.